# アルバロ・アルス

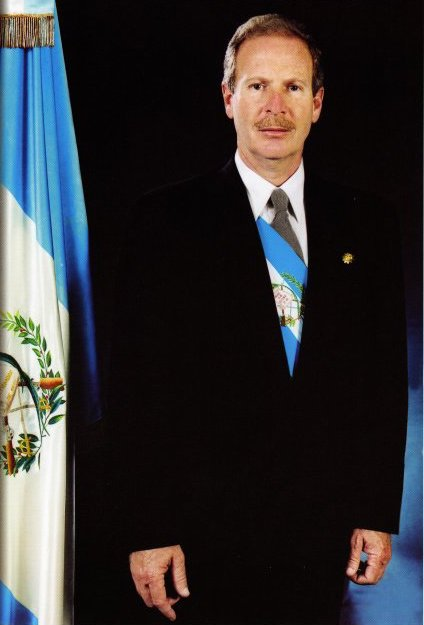
公式の肖像

アルバロ・エンリケ・アルス・イリゴージェン（Álvaro Enrique Arzú Irigoyen、1946年3月14日 - 2018年4月28日）は、グアテマラの政治家で、グアテマラシティの市長（1986-1990年、2004-2018年）およびグアテマラの大統領（1996-2000年）をつとめた。
大統領として、1960年から36年あまりに渡って続いたグアテマラ内戦を終結したことで記憶されている。

## 生涯
アルバロ・アルスはグアテマラシティに生まれた。アルス家はスペイン・バスク系で、ヨーロッパ系エリート階級の家柄だった。1970年、イエズス会系の私立ラファエル・ランディバル大学の法学・社会学部を卒業した。
ロメオ・ルカス・ガルシア大統領時代の1978年にグアテマラ政府観光局(INGUAT)の局長に就任した。

### 市長
1981年にキリスト教民主党(DCG)と国民刷新党(PNR)からグアテマラシティの市長選に出馬して当選したが、エフライン・リオス・モントのクーデターのために選挙は無効とされた。リオス・モントの失脚後、アルスは「国民進歩計画」市民団体(Comité Cívico Plan de Avanzada Nacional)を結成し、1985年にグアテマラシティの市長選に出馬してふたたび当選、翌1986年1月に市長に就任した。
1989年にアルスの市民団体は国民進歩党(Partido de Avanzada Nacional, PAN)という政党として公式に承認された。同党はグアテマラ経団連(CACIF)との結び付きが強かった。
翌1990年11月の大統領選挙 (1990–91 Guatemalan general election) に国民進歩党から立候補したが、このときは17%の得票で4位に終わった。当選したホルヘ・セラノ・エリアスは1991年1月14日に大統領に就任した。アルスは外相に任命されたが、セラノ政権がベリーズの独立を承認したことに反対して同年9月に辞職した。

### 大統領
1995年11月の大統領選挙 (1995–96 Guatemalan general election) でふたたび国民進歩党から立候補して当選し、1996年1月14日に大統領に就任した。
就任するとアルスはすぐさまURNGゲリラとの最終的な和平合意の締結のために積極的に取り組んだ:367。1996年12月29日、国立文化宮殿で和平合意が調印された:367。1997年3月3日に国際連合グアテマラ人権監視団(MINUGUA)の監視のもとでゲリラの武装解除が開始された。
主にマヤ人に対して行われた残虐行為を明らかにするための真相究明委員会(CEH)が設立され、それとは別にカトリック教会によって歴史的記憶回復プロジェクト(REMHI)が開始された:368-369。真相究明委員会は1999年2月に『グアテマラ、沈黙の記憶』という報告書を出版し、1960年から1996年までの間に軍と準国家組織によって20万人以上のグアテマラ人が殺害または行方不明になり、その9割は非戦闘員で、多くが先住民であったと結論づけた。ゲリラ側による人権侵害は全体の3%に過ぎなかった:87。グアテマラの司法制度がまともに機能していなかったため、たとえば人道に対する罪に関するリゴベルタ・メンチュウによる提訴はスペインで行わなければならなかった:369。
内戦終結後も軍部による残虐行為や政治的な殺人が完全になくなったわけではなかった。1998年4月、カトリックのキチェ教区元司教でグアテマラ大司教区人権局(ODHAG)の活動家であったフアン・ヘラルディ (Juan José Gerardi Conedera) が暗殺される事件が発生した:367-368。グアテマラ軍情報部がマヤ人に対して行った残虐行為に関する報告書の作成に関与したために殺されたとされる。先住民（主にマヤ人）の利益を守るため、憲法を改正してグアテマラを多民族・複文化・多言語の国家と規定することが1999年5月に議会を通過したが、国民投票で否決された:367。
長期にわたった内戦の結果、グアテマラ国内の安全性はひどく損なわれており、銀行強盗・殺人・身代金目的の誘拐などの犯罪率はきわめて高く、当時は誘拐事件が世界で4番目に多い国だった:368。ODHAGによるとアルスの任期中の犯罪による死者数は13000人を越えた。内戦終結とともに、評判の悪かった国家警察にかわって国家文民警察(Policía Nacional Civil)が設立されたが、安全性はあまり向上しなかった:368。司法が役に立たないと考える人々によって地方では私刑が横行した:368。
経済的にアルスは新自由主義的な政策を取り、自由市場における民間企業の発達を重視していた:367。アルスは電気・電話・航空・鉄道など多数の国営企業を民営化した:368。1998年10月にハリケーン・ミッチに襲われたにもかかわらず、アルスの時代にGDPは3%成長し、インフレ率は5%に抑えられた。しかしながら彼の経済政策は裕福なエリート層の利益のために行われていると批判された:368。
当時の他のラテンアメリカ諸国と同様、経済政策はIMFの援助によって行われた。アルスは市長時代と大統領時代を通じてインフラ整備や公共事業の方面に強みを発揮した:368。
外交では1998年1月にキューバとの関係を38年ぶりに回復した。1999年3月にはアメリカ合衆国大統領ビル・クリントンが中米首脳会談のためにグアテマラを訪問し、その際にアメリカがグアテマラの軍事独裁政権による残虐行為に加担していたことを謝罪した:368。アメリカ大統領がグアテマラを訪問するのは1968年以来のことだった。
1999年10月、ベリーズに対して領土問題を国際司法裁判所で協議することを提案したが、このとき植民地時代のベラパス州の一部を構成していた部分の返還を求めた。これはベリーズ全国土の半分以上に相当する。
1999年11月の大統領選挙 (1999 Guatemalan general election) でグアテマラ共和戦線(FRG)のアルフォンソ・ポルティージョが大統領に当選し、2000年1月14日に次期大統領に就任した。

### 市長再任
大統領を退任したアルスは2002年に新たに統一党(Partido Unionista, PU)という政党を設立した。
2004年1月にふたたびグアテマラシティの市長に就任し、没するまで4期連続して市長をつとめた。2005年にはロンドンのシンクタンクによるワールド・メイヤー賞で第3位と評価された。
2017年、グアテマラ無処罰問題対策国際委員会(Comisión Internacional Contra la Impunidad en Guatemala, CICIG)のイバン・ベラスケス (Iván Velásquez Gómez) および検事総長テルマ・アルダナ (Thelma Aldana) がアルスを汚職の罪で告発した。
2018年4月、グアテマラシティ郊外で息子とゴルフをしている最中に心臓発作で急死した。72歳だった。

## 栄誉
グアテマラ内戦を終わらせた功績によって、アルスは多数の賞を送られている。1996年にはユネスコのフェリックス・ウフェ＝ボワニ平和賞、1997年にはスペインのアストゥリアス皇太子賞（国際協力部門）、ラテンアメリカ人権協会(ALDHU)のレオニダス・プロアーニョ賞を受賞している。1998年にアメリカ合衆国のデポール大学から名誉博士号を送られた。